# ینیسدو
ینیسدو (به انگلیسی: Ynysddu) یک منطقهٔ مسکونی در بریتانیا است که در شهرستان مستقل کرفیلی واقع شده‌است. ینیسدو ۳٬۹۴۸ نفر جمعیت دارد.